# Groepentheorie

Rubiks kubus, een voorbeeld van de toepassing van groepen in de praktijk.

Groepentheorie is in de wiskunde de studie van groepen, ook te omschrijven als de studie van symmetrieën. Groepen worden in de wiskunde veel gebruikt om de symmetrie van een wiskundig object mee te beschrijven. De in een groep besloten symmetrie wordt bepaald door de eigenschappen die onder de toegestane transformaties niet veranderen.

## Geschiedenis
Euler, Lagrange, Legendre, Gauss, Abel, Galois en Jordan leefden na elkaar in de achttiende en de negentiende eeuw. De onderwerpen van hun studie waren het oplossen van vergelijkingen, de getaltheorie en de meetkunde. Deze vakgebieden vormden het begin van de geschiedenis van de groepentheorie. Zij waren daarmee de grondleggers van de groepentheorie. Galois legde het verband tussen groepen en lichamen. Deze theorie heet nu de galoistheorie. De lichamen in deze theorie zijn de lichamen die de wortels van een te ontbinden polynoom bevatten.
Ruffini volgde dezelfde weg, hij onderzocht ook het verband tussen de oplossingen van vergelijkingen en groepen, maar hij breidde de groepentheorie daarbij uit.
Cayley en Cauchy onderkenden als een van de eersten het belang van groepen. Van de hand van Cauchy zijn enkele belangrijke stellingen, onder andere over het aantal elementen in een groep. Serret gaf de theorie bredere bekendheid, hoofdstuk IV van zijn werk over de algebra gaat erover. Jordans Traité des Substitutions was een bekend boek over de groepentheorie. Het werk van Netto uit 1882 werd in 1892 door Cole in het Engels vertaald.
Andere bekende namen uit de negentiende eeuw zijn Bertrand, Burnside, Hermite, Frobenius, Kronecker en Mathieu. Zo is er een klasse van groepen naar Mathieu genoemd. 
Het onderzoek naar groepen werd vanaf 1884 systematisch uitgevoerd. Lie begon met het onderzoek naar de groepen die later naar hem zijn genoemd: de lie-groepen. Dat zijn geometrisch continue groepen. Anderen waren Killing, Study, Schur, Maurer en Cartan. Eindige groepen werden door Klein bestudeerd, ook weer door Lie, Poincaré en Picard.
In het midden van de 20e eeuw is geprobeerd alle enkelvoudige groepen te bepalen. Dat is zeer veel werk geweest, maar het idee is dat alle enkelvoudige groepen bekend zijn. Er worden ook met behulp van computers geen nieuwe enkelvoudige groepen meer bij gevonden.
Artin, Noether en de Noorse wiskundige Sylow zijn in de wiskunde ook nog met groepen bezig geweest. Sylow bewees enkele belangrijke stellingen, die naar hem zijn genoemd.

## Algemeen
Groepentheorie is gelijk met de theorie van het oplossen van vergelijkingen ontstaan. Lagrange heeft als eerste geprobeerd deze twee theorieën te combineren. De theorie die hierover gaat heet galoistheorie, de gebruikte groepen heten de galoisgroepen. Polynomen worden door hun galoisgroep ingedeeld. De galoistheorie is dus gefundeerd op de groepentheorie.
In de algebraïsche topologie worden groepen gebruikt om de vaste eigenschappen, de invarianten van topologische ruimten te beschrijven. De vaste eigenschappen van een topologische ruimte veranderen niet onder een continue vervorming van die ruimte. Voorbeelden van dergelijke invarianten zijn de fundamentaalgroep, de homologiegroepen en de cohomologiegroepen.
Lie-groepen kunnen bij differentiaalvergelijkingen en variëteiten worden gebruikt. Deze tak van de wiskunde heet de fourier- of harmonische analyse. De harmonische analyse combineert de analyse van functies en de groepentheorie, de groepen worden gebruikt om de symmetrie binnen analytische grootheden te beschrijven.
De stelling van Burnside is een gevolg van de groepentheorie. In de combinatoriek wordt deze stelling gebruikt om het tellen van bijvoorbeeld permutaties te vereenvoudigen.
Groepentheorie heeft veel toepassingen, vooral in de natuurkunde, de scheikunde en de materiaalkunde. In de scheikunde en de materiaalkunde worden ruimtegroepen gebruikt om de structuur van kristallen, en puntgroepen om er de symmetrie binnen moleculen of eenheidscellen in een kristalstructuur te beschrijven. In de natuurkunde geven groepen de symmetrie aan waaraan de krachten tussen de verschillende elementaire deeltjes moeten voldoen. Vooral lie-groepen zijn belangrijk, zij geven de mogelijke configuraties van krachten en deeltjes. Deze theorie resulteert in het standaardmodel.

## Belangrijkste klassen van groepen
Het bereik van de binnen de groepentheorie bestudeerde groepen heeft zich geleidelijk uitgebreid van eindige permutatiegroepen en speciale voorbeelden van matrixgroepen tot abstracte groepen die kunnen worden gespecificeerd door middel van een presentatie door generatoren en relaties.

### Permutatiegroepen
De eerste klasse van groepen die systematisch zijn bestudeerd, is de klasse van de permutatiegroepen. Een groep {\displaystyle G} van permutaties van een verzameling {\displaystyle X}, dat wil zeggen bijecties op {\displaystyle X}, die gesloten is onder de operaties functiecompositie en inverse, is een groep die inwerkt op {\displaystyle X}. Als {\displaystyle X} uit {\displaystyle n} elementen bestaat en {\displaystyle G} uit alle permutaties van {\displaystyle X}, dan is {\displaystyle G} de symmetrische groep {\displaystyle S_{n}}. Een vroege constructie door Cayley toonde aan dat iedere groep isomorf is met een permutatiegroep. Het is eenvoudiger in te zien dat iedere permutatie isomorf is met een permutatiematrix.
In veel gevallen kan de structuur van een permutatiegroep worden bestudeerd door gebruik te maken van de eigenschappen van haar inwerking op de corresponderende verzameling. Op deze manier kan men bijvoorbeeld bewijzen dat voor {\displaystyle n\geq 5}, de alternerende groep {\displaystyle A_{n}} een enkelvoudige groep is, wat wil zeggen dat deze groep geen normaaldelers heeft. Dit feit speelt een belangrijke rol in de onmogelijkheid om algemene algebraïsche vergelijking van graad {\displaystyle n\geq 5} of hoger op te lossen in radicalen.

### Matrixgroepen
Andere belangrijke klassen van groepen zijn de matrixgroepen of lineaire groepen. Hier is {\displaystyle G} een verzameling voor een zekere {\displaystyle n} die uit n×n-inverteerbare matrices bestaat over een lichaam (Ned) / veld (Be) {\displaystyle K}, en die gesloten is onder matrixvermenigvuldiging. Een dergelijke groep werkt door middel van lineaire transformaties op de {\displaystyle n}-dimensionale vectorruimte {\displaystyle K^{n}}. Hierdoor kunnen matrixgroepen met permutatiegroepen worden vergeleken. De meetkunde van de transformaties kan worden gebruikt om de eigenschappen van de groep {\displaystyle G} vast te stellen.

### Transformatiegroepen
Permutatie- en matrixgroepen zijn speciale gevallen van transformatiegroepen: groepen die inwerken op een zekere ruimte {\displaystyle X} en daarbij de structuur van die ruimte behouden. {\displaystyle X} is in het geval van permutatiegroepen strikt genomen geen ruimte, maar een rij. Voor matrixgroepen is {\displaystyle X} een vectorruimte.
De theorie van de transformatiegroepen vormt een verbinding tussen de groepentheorie en de differentiaalmeetkunde. Een lange lijn van onderzoek, beginnend met het werk van Lie en Klein, bestudeert groepsbewerkingen op variëteiten door middel van homeomorfismen of diffeomorfismen. De groepen zelf kunnen zowel discreet als continu zijn.

### Abstracte groepen
De meeste groepen die men in de eerste fase van de ontwikkeling van de groepentheorie bestudeerde, waren 'concreet', wat wil zeggen dat zij met behulp van getallen, permutaties of matrices werden opgebouwd. Het was aan het einde van de negentiende eeuw, dat het idee van een abstracte groep als een verzameling uitgerust met een operatie die moet voldoen aan een bepaald systeem van axioma's, ingang vond. Een typische manier om een abstracte groep te specificeren is door middel van een presentatie door generatoren en relaties,
{\displaystyle G=\langle S|R\rangle .}
Een belangrijke bron van abstracte groepen is de constructie van een factor- of quotiëntgroep {\displaystyle G/H}, van een groep {\displaystyle G} en een normaaldeler {\displaystyle H} van {\displaystyle G}. Klassegroepen van algebraïsche getallenlichamen behoorden tot de vroegste voorbeelden van factorgroepen. Zij waren van veel belang in de getaltheorie. Als {\displaystyle G} een permutatiegroep op een verzameling {\displaystyle X} is, werkt de factorgroep {\displaystyle G/H} niet langer op {\displaystyle X}, maar het idee van een abstracte groep laat toe dat daar geen problemen door ontstaan.
De verandering van perspectief van concrete naar abstracte groepen leidde ertoe eigenschappen van groepen te beschouwen die onafhankelijk zijn van een specifieke realisatie, of in moderne terminologie, invariant zijn onder isomorfismen, alsmede de bestudering van klassen van de groepen met een bepaalde eigenschap: zoals eindige groepen, periodieke groepen, enkelvoudige groepen, oplosbare groepen. In plaats van de eigenschappen van individuele groepen te bestuderen, wilde men resultaten vaststellen die van toepassing zijn voor een hele klasse van groepen. Dit nieuwe paradigma was van groot belang voor de verdere ontwikkeling van de wiskunde: het was de voorbode van het ontstaan van de abstracte algebra in de werken van David Hilbert, Emil Artin, Emmy Noether en andere wiskundigen van hun school.

### Topologische en algebraïsche groepen
Een belangrijke verbreding van het groepsbegrip ontstaat wanneer {\displaystyle G} wordt voorzien van een additionele structuur, met name van een topologische ruimte, een differentieerbare variëteit, of een algebraïsche variëteit. Als de groepsoperaties {\displaystyle m} (vermenigvuldiging) en {\displaystyle i} (inversie),
{\displaystyle m:G\times G\to G,(g,h)\mapsto gh,\quad i:G\to G,g\mapsto g^{-1},}
compatibel zijn met deze structuur, wat wil zeggen dat ze continue-, gladde- of reguliere, in de zin van de algebraïsche meetkunde, afbeeldingen zijn, wordt de groep een topologische groep, een Lie-groep, of een algebraïsche groep.
De aanwezigheid van een extra structuur relateert deze vormen van groepen aan andere wiskundige disciplines, waardoor het wiskundig gereedschap van deze disciplines beschikbaar komt. Topologische groepen vormen een natuurlijk domein voor de abstracte harmonische analyse, terwijl Lie-groepen (die vaak als transformatiegroepen worden gerealiseerd) de pijlers zijn van de differentiaalmeetkunde en unitaire representatietheorie. Bepaalde classificatievragen, die niet algemeen kunnen worden opgelost, kunnen benaderd worden en opgelost voor speciale deelklassen van groepen. Op deze wijze zijn compacte verbonden Lie-groepen volledig geclassificeerd. Er bestaat verder een vruchtbare relatie tussen oneindig abstracte groepen en topologische groepen: wanneer een groep {\displaystyle \Gamma } kan worden gerealiseerd als een rooster in een topologische groep {\displaystyle G}, levert de meetkunde en analyse met betrekking tot {\displaystyle G} belangrijke resultaten over {\displaystyle \Gamma }. Een relatief recente ontwikkeling in de theorie van eindige groepen maakt gebruik van hun relaties met compacte topologische groepen (profiniete groepen): een {\displaystyle p}-adische analytische groep {\displaystyle G} heeft bijvoorbeeld een familie van quotiëntgroepen die eindige {\displaystyle p}-groepen van de verschillende ordes zijn, en de eigenschappen van {\displaystyle G} vertalen naar de eigenschappen van deze eindige quotiënten.

## Verband tussen groepen en symmetrie
Een symmetrie van een al dan niet gestructureerd object {\displaystyle X} van welke aard ook, is een afbeelding van het object op zichzelf die de structuur behoudt. Alle mogelijke symmetrieën van {\displaystyle X} bij elkaar vormen een groep, de symmetriegroep van {\displaystyle X}.
- Voor een verzameling zonder bewerking is een symmetrie een bijectieve afbeelding van die verzameling op zichzelf. Symmetrieën geven aanleiding tot permutatiegroepen.
- Als het object een verzameling van punten in het platte vlak is met de bijbehorende definitie van afstand of enige andere metrische ruimte, is een symmetrie een isometrie, dat wil zeggen een bijectie van het object op zichzelf die de afstand tussen elk paar punten behoudt. De corresponderende groep wordt de isometriegroep van het object genoemd.
- Hoekgetrouwe projecties, dus afbeeldingen die de hoeken behouden, vormen samen ook een groep.
- Symmetrieën beperken zich niet tot meetkundige objecten, maar bestaan ook voor algebraïsche objecten, zoals veeltermen. Bij elke veelterm in een variabele behoort de groep van permutaties van de wortels, de galoisgroep.

De axioma's van een groep formaliseren de essentiële aspecten van symmetrieën. Twee symmetrieën van een object na elkaar toepast, vormen weer een symmetrie. De identiteit telt als een symmetrie. Elke symmetrie kan door de inverse symmetrie ongedaan worden gemaakt. Symmetrieën op een ruimte zijn functies en zij vormen met de functiecompositie dus een groep.
De stelling van Frucht zegt dat iedere eindige groep de symmetriegroep is van een ongerichte graaf.
Dat symmetrieën de structuur van een object behouden, kan gepreciseerd worden door een indeling in categorieën. Afbeeldingen die de structuur van de categorie bewaren zijn dan de morfismen en de symmetriegroep is de automorfismegroep van het object in kwestie.

## Toepassingen van groepentheorie
Toepassingen van de groepentheorie zijn er in overvloed. Bijna alle structuren in de abstracte algebra zijn speciale gevallen van groepen. Ringen kunnen bijvoorbeeld worden beschouwd als abelse groepen met betrekking tot de optelling, met daarbij een tweede operatie die correspondeert met de vermenigvuldiging. Daarom liggen groepentheoretische argumenten ten grondslag aan grote delen van de theorie over ringen.
Galoistheorie maakt gebruik van groepen om de symmetrieën van de wortels van een polynoom, of meer precies de automorfismen van de algebra's die door deze wortels worden gegenereerd, te beschrijven. De fundamentele stelling van de galois-theorie legt een verbinding tussen algebraïsche velduitbreidingen en de groepentheorie. Deze fundamentele stelling geeft een effectief criterium voor de oplosbaarheid van veeltermvergelijkingen in termen van de oplosbaarheid van de corresponderende galoisgroep. De symmetriegroep van de orde 5, {\displaystyle S_{5}}, die dus bestaat uit alle permutaties van 5 elementen, is bijvoorbeeld niet oplosbaar, wat impliceert dat de algemene vijfdegraadsvergelijking niet kan worden opgelost in radicalen, zoals dit voor vergelijkingen van lagere graad wel kan. De theorie, die historische gezien ten grondslag ligt aan de groepentheorie, wordt nog steeds vruchtbaar toegepast om nieuwe resultaten te geven in gebieden zoals de klassenveldtheorie.
Ook de algebraïsche topologie maakt gebruik van groepentheorie om bepaalde invariante eigenschappen van topologische ruimten te beschrijven. Deze zogeheten "invarianten" veranderen niet als de ruimte wordt onderworpen aan een bepaalde vervorming. De fundamentaalgroep bijvoorbeeld "telt" hoeveel paden essentieel verschillen. Het vermoeden van Poincaré, dat in 2002/2003 door Perelman werd bewezen is hier een toepassing van. De onderlinge beïnvloeding is geen eenrichtingsverkeer. Zo maakt de algebraïsche topologie bijvoorbeeld gebruik van Eilenberg-MacLane-ruimten, ruimten met voorgeschreven homotopiegroepen. Op soortgelijke wijze hangt ook de algebraïsche K-theorie op essentiële wijze af van classificerende ruimten van groepen. Ten slotte laat de term torsiedeelgroep van een oneindige groep de erfenis en invloed van de topologie op de groepenheorie zien.

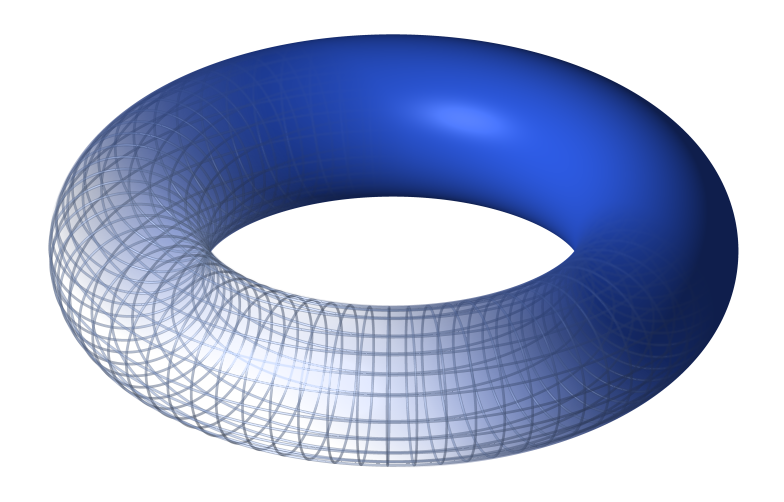
Torus. De abelse groep van de torus wordt geïnduceerd vanuit de afbeelding, waar een parameter is.

De additieve groep ligt ten grondslag aan de sleutel van Caesar.

In de algebraïsche meetkunde en de cryptografie maakt men eveneens op vele manieren gebruik van de groepentheorie. Over Abelse variëteiten is hierboven al gesproken. De aanwezigheid van de groepsoperaties resulteert in aanvullende informatie die deze variëteiten in het bijzonder toegankelijk maakt. Zij dienen vaak ook als een test voor nieuwe vermoedens.Het eendimensionale geval, te weten de elliptische krommen, zijn tot in detail bestudeerd en zijn zowel theoretisch als praktisch intrigerend.
Zeer grote groepen van priemorde die geconstrueerd worden in de zogeheten "elliptic curve cryptography (ECC)" dienen als publieke sleutel cryptografie. Cryptografische methoden van deze soort profiteren van de flexibiliteit van de meetkundige objecten, dat wil zeggen van hun groepsstructuren, die, samen met de complexiteit daarvan, het zeer moeilijk maakt een discrete logaritme te berekenen. Een van de vroegste encryptieprotocollen, de sleutel van Caesar kan ook worden geïnterpreteerd als een (zeer eenvoudig) groepsoperatie. In een heel andere richting zijn torische variëteiten algebraïsche variëteiten die op een torus inwerken. Toroïdale inbeddingen hebben recent geleid tot vooruitgang in de algebraïsche meetkunde, in het bijzonder de resolutie van singulariteiten.
- De algebraïsche getaltheorie is een speciaal geval van de groepentheorie. Hierdoor voldoet de algebraïsche getaltheorie aan de regels van de groepentheorie. De productformule van Euler,

{\displaystyle {\begin{aligned}\sum _{n\geq 1}{\frac {1}{n^{s}}}&=\prod _{p{\text{ priem}}}{\frac {1}{1-p^{-s}}}\\\end{aligned}}}
bijvoorbeeld beschrijft het feit dat een geheel getal op een unieke manier in priemgetallen ontbonden kan worden. Het falen van deze regel voor meer algemene ringen geeft aanleiding tot de klassegroepen en regelmatige priemgetallen, die voorkomen in Kummers behandeling van de laatste stelling van Fermat.
- Het concept van de Lie-groep (genoemd naar de wiskundige Sophus Lie) is belangrijk in de studie van differentiaalvergelijkingen en variëteiten; Lie-groepen beschrijven de symmetrieën van continue meetkundige en analytische structuren. Analyse van deze en andere groepen wordt harmonische analyse genoemd. Haar-maten zijn integralen die invariant zijn onder translatie in een Lie-groep, en worden gebruikt voor patroonherkenning en andere beeldbewerkings technieken.[7]
- In de combinatoriek worden de begrippen permutatie-groepen en groepsbewerking veel gebruikt om het tellen van een verzameling van objecten te vereenvoudigen; zie in dit verband in het bijzonder het lemma van Burnside.

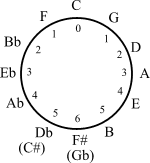
De kwintencirkel kan worden uitgerust met een cyclische groepsstructuur

- Een goed begrip van de groepentheorie is ook belangrijk in de natuurkunde, de scheikunde en de materiaalkunde. In de natuurkunde beschrijven groepen de symmetrieën waaraan de natuurwetten lijken te gehoorzamen. Natuurkundigen zijn zeer geïnteresseerd in groepsrepresentaties. Met name in Lie-groepen, aangezien deze representaties vaak de weg wijzen naar de "mogelijke" natuurkundige theorieën. Voorbeelden van het gebruik van groepen in de natuurkunde zijn: het Standaardmodel, de ijktheorie, de Lorentz-groep en de Poincaré-groep
- In de scheikunde worden groepen gebruikt om kristalstructuur, regelmatige veelvlakken en de symmetrieën van moleculen te classificeren. De toegewezen puntgroepen kunnen vervolgens worden gebruikt om natuurkundige eigenschappen, zoals polariteit en chiraliteit, en spectroscopische eigenschappen, in het bijzonder nuttig in de Raman-spectroscopie en infraroodspectroscopie, te bepalen en om moleculaire orbitalen te construeren.

## Belangrijke stellingen
- de stelling van Burnside: Het aantal banen in een groep is gelijk aan het gemiddelde aantal dekpunten van alle permutaties in een groep.
- de stelling van Cayley: Iedere groep, die in een rij n plaatsen permuteert, is isomorf met een permutatiegroep.
- de stelling van Jordan en Hölder: twee compositierijen van een groep zijn equivalent.
- de stelling van Lagrange: Het aantal elementen in een deelgroep H van de groep G deelt het aantal elementen van G.
- de stellingen van Sylow: Indien r de hoogste macht van het priemgetal p is, zodat {\displaystyle p^{r}} het aantal elementen in de groep G deelt, dan heeft G een deelgroep met {\displaystyle p^{r}} elementen.

## Verder lezen
Er is geen uitgebreide Nederlandse literatuur over de groepentheorie. Het meeste is, net zoals over het onderwerp in Wikipedia, in het Engels. Voor een uitgebreide literatuurlijst zie daarom het artikel op de Engelstalige Wikipedia.
algebra · lineaire algebra · meetkunde · goniometrie · rekenkunde · integraalrekening · getaltheorie · speltheorie · groepentheorie · verzamelingenleer · statistiek · kansrekening · topologie